# アマリオ・コジア＝デュベリー
アマリオ・オズワルド・ジェラルド・コジア＝デュベリー（Amario Oswald Gerardo Cozier-Duberry, 2005年5月29日 - ）は、イングランドのロンドン出身のプロサッカー選手。プレミアリーグのブライトン・アンド・ホーヴ・アルビオンFC所属。ポジションはフォワードまたはミッドフィールダー。

## 経歴

### アーセナル
2019年10月に14歳でアーセナルFCのユースアカデミーに加入。
2022年6月22日にアーセナルとプロ契約を結んだ。10月にはEFLトロフィーのノーサンプトン・タウンFC戦に出場し、初得点を記録した。12月17日、ユヴェントスFCとの親善試合に途中出場してトップチームデビューした 。
2023年のFAユースカップでは6試合で5得点、3アシストを記録し、準優勝に貢献した。また、プレミアリーグ2では7得点、5アシストを記録した。
2023-24シーズンは開幕前にトップチームのプレシーズンツアーに帯同し、FCバルセロナとの親善試合に途中出場した。トップチームでの公式戦出場はなく、シーズン終了後に契約を満了した。

### ブライトン
2024年7月7日にブライトン・アンド・ホーヴ・アルビオンFCと4年契約を結んだ。移籍後すぐに行われたジャパンツアーに帯同し、24日の鹿島アントラーズとの親善試合で移籍後初出場。この試合で2得点を記録した。

## 代表歴
2021年から世代別のイングランド代表に選出されている。

## プレースタイル
尊敬する選手としてアリエン・ロッベンを挙げている。
ブカヨ・サカやムサ・ディアビと比較されている。